# 法条遥
法条遥（1982年—），日本恐怖小說、科幻小说作家，出生并居住于静冈县燒津市。

## 生平
法条遥在大学四年级的夏天一直找工作却难以有结果，意识到这样下去不行，于是按照兴趣决定写小说为生。可是6年中写了超过20本作品参加比赛，连一次通过的迹象都没有。当他28岁，正为要不要到了30岁就放弃小说家的道路而烦恼时，《同时于两地存在的僵尸的哲学研究》（同時両所存在に見るゾンビ的哲学考）获得了角川书店主办的第17届日本恐怖小说大奖，将其改名为《二重身》（バイロケーション）后于2010年正式出道成为小说家。
法条遥受到森博嗣、野梨原花南和三津田信三的影响。

## 作品列表

### re~系列
- 复写（2012年4月  / 2013年7月  / 2020年12月 力潮文创（发行）文化发展出版社（出版）））
- （2013年7月 ）
- （2014年4月 ）
- （2015年3月 ）

### 其他
- 二重身（（2010年10月  / 2020年4月 悦读名品（发行）化学工业出版社（出版））
- （2012年3月 ）
- （2013年2月 ）
- （2013年12月 ）
- （2014年7月 新潮社）

## 映像化作品
- 电影
  - バイロケーション（2014年1月18日〈表〉・2月1日〈裏〉公開、配給：角川書店、主演：水川あさみ）